# Сендин (Табуасу)
Сендин (порт. Sendim) — район (фрегезия) в Португалии, входит в округ Визеу. Является составной частью муниципалитета Табуасу. По старому административному делению входил в провинцию Траз-уж-Монтиш и Алту-Дору. Входит в экономико-статистический субрегион Доуру, который входит в Северный регион. Население составляет 867 человек на 2001 год. Занимает площадь 21,75 км².
Покровителем района считается Дева Мария (порт. Nossa Senhora das Dores).